# Długoterminowe ostrzeżenia przed odpadami jądrowymi

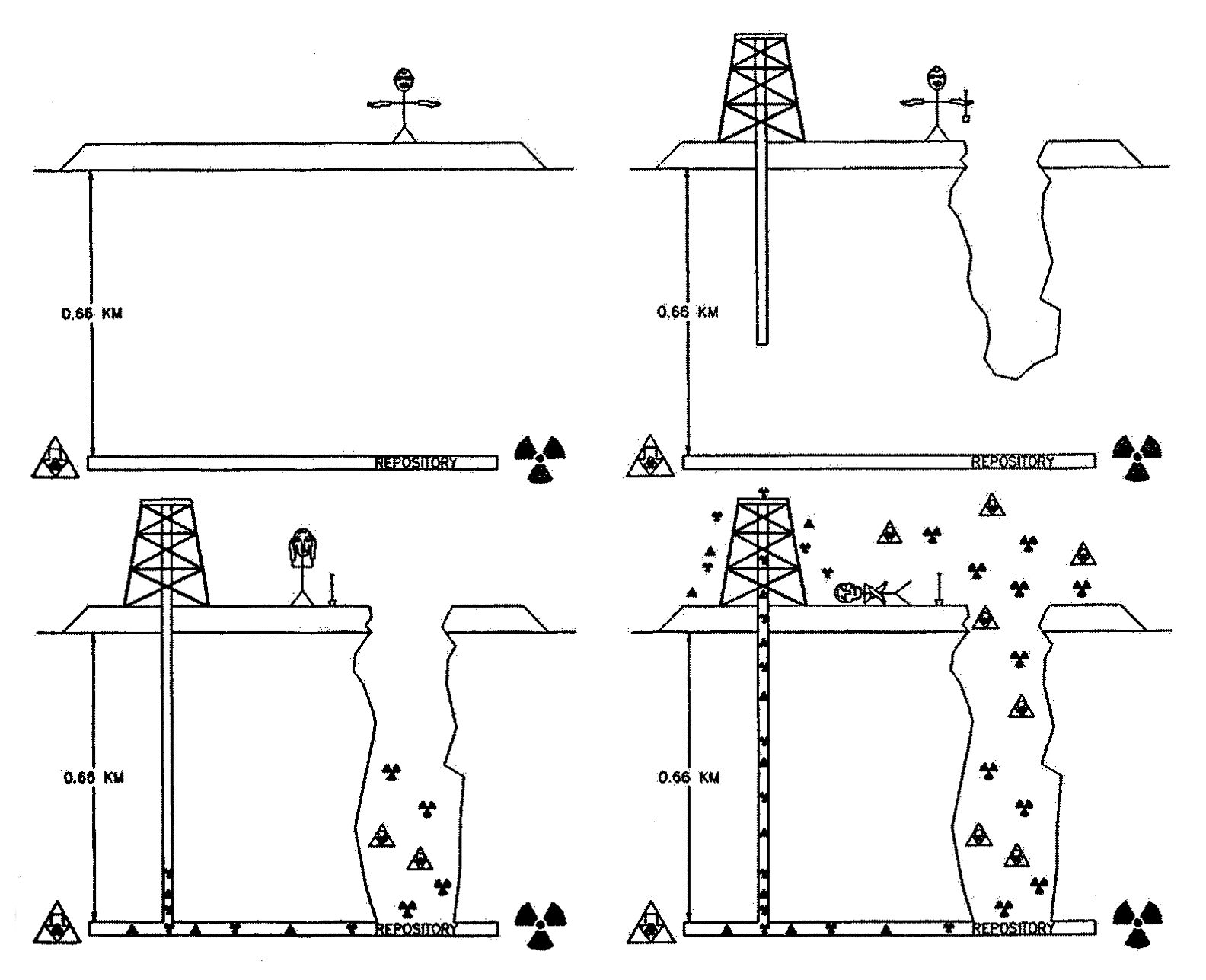
Propozycja piktogramu ostrzegającego przed zakopanymi odpadami promieniotwórczymi

Długoterminowe ostrzeżenia przed odpadami jądrowymi (ang. Long–term nuclear waste warning messages) – propozycje komunikatów, mających za zadanie zapobiec wtargnięciu ludzi na składowiska odpadów jądrowych w dalekiej przyszłości (odległej o ok. 10 tys. lat lub więcej). Wokół problematyki tych komunikatów wykształciła się osobna, interdyscyplinarna dziedzina badań, Semiotyka nuklearna (ang. Nuclear semiotics), uprawiana m.in. przez Human Interference Task Force od 1981 roku.
W raporcie, przygotowanym w 1993 przez Sandia National Laboratories, zalecono formułowanie takich komunikatów na kilku poziomach złożoności. Zasugerowano, że otoczenie miejsc składowania odpadów radioaktywnych powinno zawierać złowrogie elementy fizyczne, informujące przyszłych odwiedzających, że obiekt został stworzony przez człowieka i jest niebezpieczny. Zgodnie z raportem, w takich miejscach powinny znajdować się piktograficzne znaki określające niektóre szczegóły niebezpieczeństwa oraz ich pisemne odpowiedniki.
W raporcie Sandia National Laboratories z 1993 dokonano próby sformułowania serii komunikatów pozajęzykowych, przeznaczonych dla potencjalnych odbiorców z przyszłości, którzy znaleźliby się w pobliżu składowiska odpadów radioaktywnych. Jako przykład tego, jak takie komunikaty powinny brzmieć, podano następujące sformułowanie:

This place is a message... and part of a system of messages... pay attention to it! /
Sending this message was important to us. / We considered ourselves to be a powerful culture. /
This place is not a place of honor... no highly esteemed deed is commemorated here... nothing valued is here / What is here was dangerous and repulsive to us. / This message is a warning about danger. /
The danger is in a particular location... it increases towards a center... the center of danger is here... of a particular size and shape, and below us. / The danger is still present, in your time, as it was in ours. / The danger is to the body, and it can kill. / The form of the danger is an emanation of energy. / The danger is unleashed only if you substantially disturb this place physically. / This place is best shunned and left uninhabited.

Dalej w raporcie znalazło się zalecenie, aby podobne wiadomości składały się z czterech poziomów o rosnącej złożoności:
1. Podstawowe informacje: „Jest tu coś stworzonego przez człowieka”
2. Ostrzeżenie: „Jest tu coś stworzonego przez człowieka i jest to niebezpieczne”
3. Dalsze informacje odpowiadające na pytania: co, dlaczego, kiedy, gdzie, kto i jak
4. Złożona informacja: szczegółowy opis tekstowy, tabele, ryciny, wykresy, mapy i diagramy

Proponowany projekt „małych znaczników podziemnych”, które miałyby być zakopywane w dużych ilościach na obszarze zakładu Waste Isolation Pilot Plant

W instytucie Waste Isolation Pilot Plant (pol. Pilotażowy Ośrodek Izolowania Odpadów) przeprowadzono szeroko zakrojone badania, których celem było opracowanie pisemnych lub obrazkowych komunikatów ostrzegających przed odpadami nuklearnymi przyszłe pokolenia. Ponieważ uznano za mało prawdopodobne, aby znajomość współczesnych języków pisanych zachowała się w odległej przyszłości, zespół badawczy skłonił się ku wykorzystaniu dodatkowo piktogramów i wrogiej architektury. Zalecono przetłumaczenie tekstów na każdy język pisany ONZ. Do 1994 komunikaty poziomów II, III i IV z języka angielskiego zostały przetłumaczone na języki: francuski, hiszpański, chiński, arabski, rosyjski i navajo, z planami dalszego testowania i rewizji oryginalnego tekstu angielskiego, a następnie  jego przekładu na inne języki.

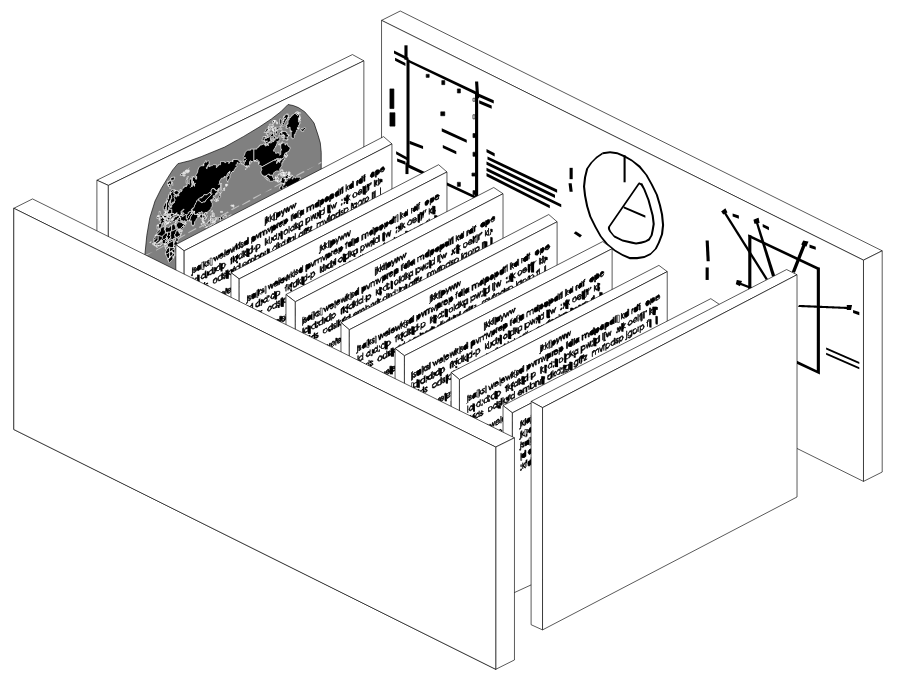
Projekt centrum informacyjnego w Waste Isolation Pilot Plant

W projektach koncepcyjnych Waste Isolation Pilot Plant znalazł się projekt „budynku informacyjnego”, umiejscowionego w centrum ośrodka. Budowla miałaby być strukturą z granitu lub betonu, o wymiarach ok. 12x10x3 m, i zawierałaby wiadomości poziomu IV. W planach zawarto sugestię, aby budynek został zaprojektowany w taki sposób, by pod wpływem wiatru wydawał „nieharmonijny, żałobny”, świszczący dźwięk, co miało działać jak wiadomość poziomu I.

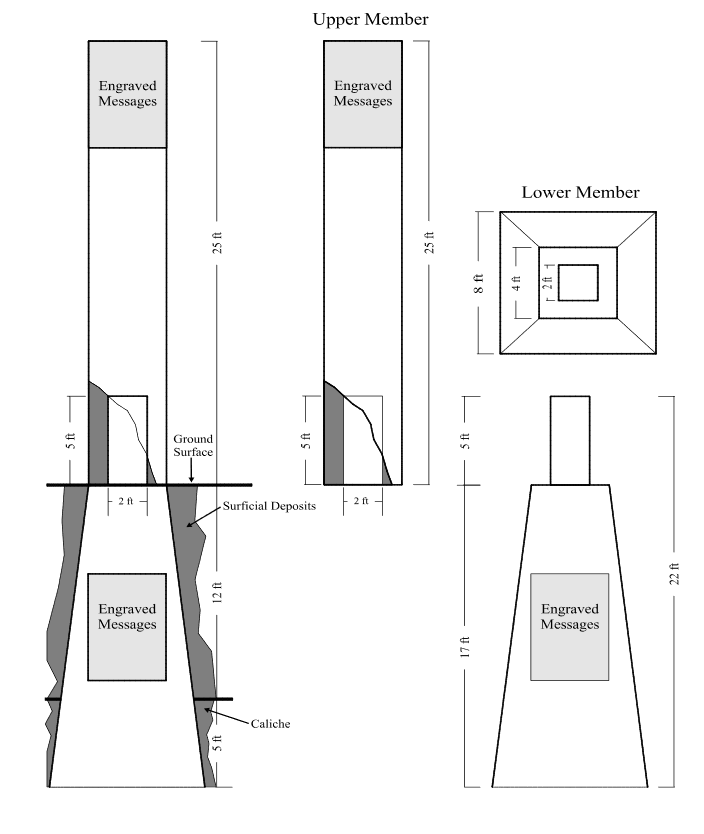
Projekt znacznika fizycznego, dla Waste Isolation Pilot Plant

W raporcie instytutu Sandia National Laboratories przedstawiono również propozycje fizycznych znaczników, które przekazywałyby ideę niebezpieczeństwa, kształtów przywołujących koncept obrażenia ciała oraz koncepcję „ziem zakazanych”, które wydają się zniszczone lub zatrute. Proponowane projekty obejmowały szereg konstrukcji mających podświadomie wywoływać strach przed obszarami składowania niebezpiecznych odpadów i tym samym zapewniać bezpieczeństwo ludzi stykających się z nimi w przyszłości.

## Sonda „Zeitschrift für Semiotik”
Aby ustalić sposób, w jaki powinno się formułować długotrwałe ostrzeżenia nuklearne, niemieckie czasopismo „Zeitschrift für Semiotik” w latach 1982–1983 przeprowadziło ankietę, prosząc wybranych naukowców, futurologów, ludzi kultury itp., o odpowiedź na pytanie: „W jaki sposób należałoby poinformować naszych potomków na następne 10000 lat o miejscach składowania odpadów promieniotwórczych i o zagrożeniach związanych z nimi?”. W wyniku ankiety na łamach czasopisma opublikowano następujące odpowiedzi:

### Thomas Sebeok
Językoznawca Thomas Sebeok, opierając się na wcześniejszych sugestiach Alvina Weinberga i Arsena Darnaya, zaproponował utworzenie tzw. kapłaństwa atomowego (ang. atomic priesthood), tj. grupy ekspertów, których dobieranoby na zasadzie wewnętrznej nominacji. Inspirując się doświadczeniem kościoła katolickiego – który zachował i autoryzował swoje przesłanie przez prawie 2000 lat – kapłaństwo atomowe miałoby zachować wiedzę o lokalizacji i zagrożeniach związanych z radioaktywnymi odpadami poprzez tworzenie rytuałów i mitów. Owa kasta wyznaczałaby zakazane obszary oraz konsekwencje nieposłuszeństwa.

### Stanisław Lem
Polski pisarz science-fiction Stanisław Lem zaproponował stworzenie sztucznych satelitów, które przez tysiąclecia przesyłałyby wiadomość ze swojej orbity na Ziemię. Ponadto opisał on pomysł biologicznego kodowania informacji w DNA, które reprodukowałoby się automatycznie. Zawierające taki kod Informacyjne Rośliny rosłyby tylko w pobliżu składowisk niebezpiecznych odpadów i informowałyby ludzi o zagrożeniach. DNA takich kwiatów atomowych zawierałoby niezbędne dane zarówno o takich miejscach, jak i o znajdujących się w nich materiałach.
Lem podkreślił jednocześnie problem polegający na tym, że jest mało prawdopodobne, aby ludzie rozumieli pierwotne przeznaczenie kwiatów atomowych 10000 lat później, a zatem wątpliwe, aby starali się rozszyfrować ich DNA w poszukiwaniu komunikatów.

### Françoise Bastide i Paolo Fabbri
Francuski pisarz Françoise Bastide i włoski semiotyk Paolo Fabbri zaproponowali hodowlę tak zwanych „radiacyjnych kotów” (ang. radiation cats) lub „kotów promiennych” (ang. ray-cats) Zgodnie z ich teorią to, że koty mają wielowiekową historię współżycia z ludźmi, pozwala zakładać, że ich udomowienie będzie trwało relatywnie długo. Owe radioacyjne koty miałyby w sposób wyraźny zmieniać kolor w momencie zbliżenia do emisji radioaktywnych, służąc w ten sposób jako żywe wskaźniki zagrożenia.
Aby wiadomość została utrwalona, znaczenie tych kotów musiałoby zostać utrwalone w zbiorowej świadomości przy pomocy legend i mitów. Te z kolei mogłyby być przekazywane poprzez poezję, muzykę i malarstwo. W 2016 historia tego oryginalnego projektu została przedstawiona w krótkim filmie dokumentalnym The Ray Cat Solution.

### Vilmos Voigt
Vilmos Voigt z Uniwersytetu Eötvös-Loránd zaproponował instalację znaków ostrzegawczych w najpopularniejszych językach świata w koncentrycznym układzie wokół każdego punktu składowania odpadów. W miarę upływu czasu miałyby być dodawane kolejne znaki, tłumaczące znaki z wcześniejszych czasów, przy czym te wcześniejsze pozostawianoby na swoim miejscu, tak aby można było odcyfrować ich przekaz przy pomocy nowszych.